# 威廉·达德尔
威廉·达德尔（英語：William Du Bois Duddell，1872年7月1日—1917年11月4日）是一位英格兰物理学家和电气工程师，曾发明线圈示波器、热电流表和热检流计，1907年当选皇家学会会士。